# Castello di Poitschach
Il castello di Poitschach (in tedesco Schloss Poitschach) si trova nell'omonima località del comune austriaco di Feldkirchen in Kärnten nel Distretto di Feldkirchen appartenente al Land della Carinzia e la sua storia inizia nel XVII secolo.

## Storia

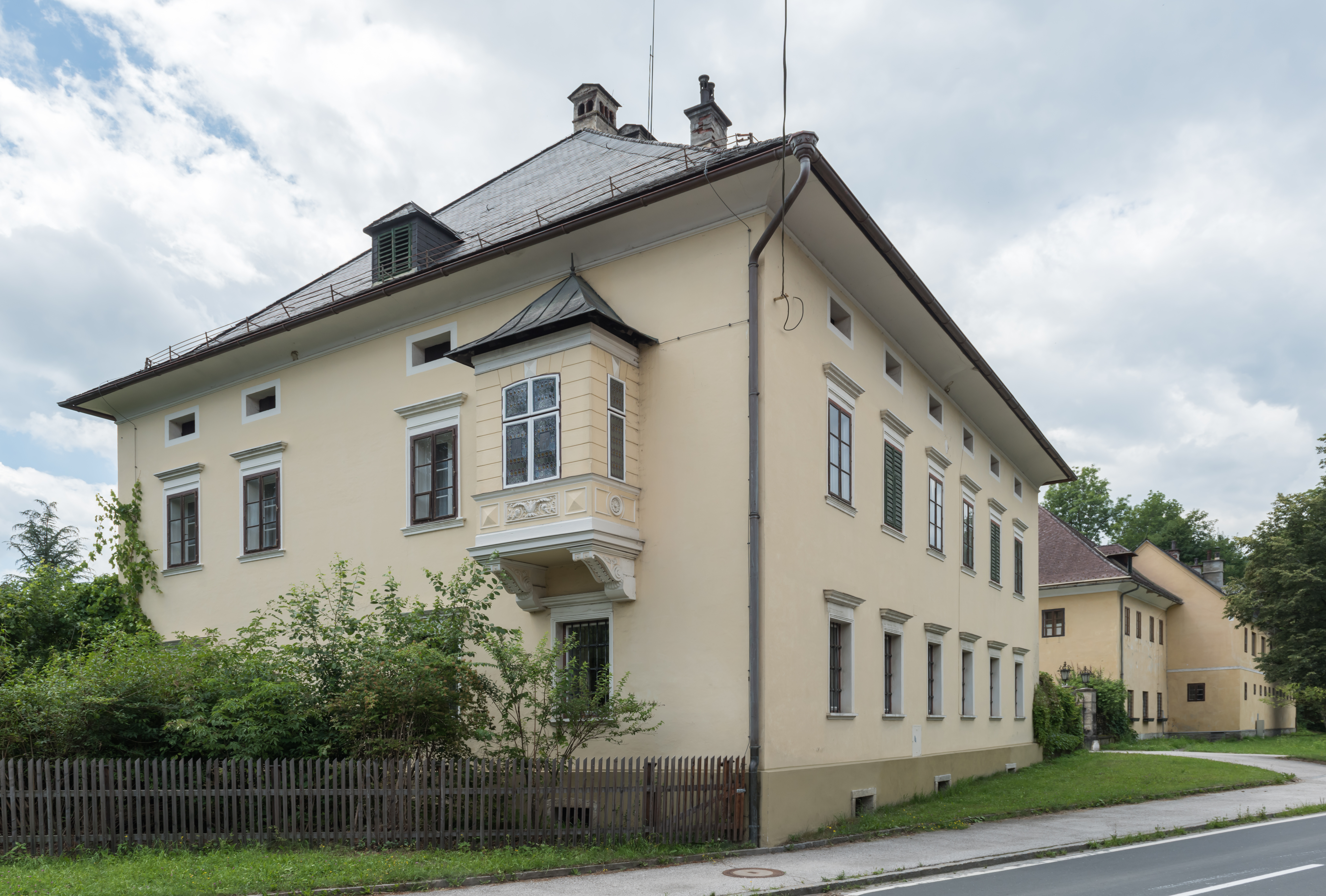
Facciate a est e a nord del castello, affacciate sulla strada che unisce Feldkirchen a Gurk

Nel territorio di Feldkirchen in Kärnten e nelle zone limitrofe specialmente nei secoli XVII e XVIII si sviluppò una fiorente industria siderurgica legata all'estrazione del ferro grazie alla vicinanza delle miniere di Hüttenberg e dell'energia idraulica generata dal vicino bacino di Feldkirch. Con i mulini a martello l'attività di forgiatura dei fabbri ne risultava enormente facilitata e già nel 1591 a Poitschach veniva menzionato un mulino con martello di ferro appartenente al monastero di Ossiach. Nel 1686 Adam Leitner von Leitenau di Villach gestiva in zona una fucina di chiodi e un martello Wallosch. Il castello, probabilmente già esistente a quel tempo, intorno al 1715 ricevette in gran parte la forma che ci è pervenuta. Uno dei clienti di Leitner era suo genero, Johann Lorenz von Jovio, che utilizzò il castello come quartier generale del commercio secondo un lascito dello suocero Adam Leitner von Leitenau. Quando nel 1759 il signore von Rechbach rilevò la fabbrica di Poitschach, alla quale era stata aggiunta anche una fucina a falce, la fece ampliare e modernizzare. A von Rechbach nella proprietà seguì il conte Spindler che intorno al 1800 vendette l'edificio alla contessa Gilleis-Gavasini. La contessa proveniva da una famiglia di commercianti che viveva nella vicina Feistritz, e questa famiglia, quando l'industria del ferro carinziana entrò in una grave crisi, dovette dichiarare fallimento e vendere il castello. Quando altri proprietari subentrarono nell'impresa, gli artigiani Mathias Liebenwein e Ferdinand von Illitzstein non ebbero maggior fortuna con gli affari e uno dopo l'altro furono costretti ad abbandonare l'attività. Intanto, nel 1833, Mathias Liebenwein aveva fatto aggiungere un piano e aveva ampliato la struttura.  La tradizionale lavorazione del ferro cessò e al suo posto fu installata una fabbrica di carta e cartone. Dal 1938 la residenza venne acquistata dalla famiglia Senitza e durante la seconda guerra mondiale i locali vennero espropriati per potervi produrre parti di aereo. Con la fine del conflitto i legittimi proprietari ottennero la restituzione del castello e da allora è la residenza della famiglia ed ospita anche il centro amministrativo di una tenuta forestale e agricola.

## Descrizione

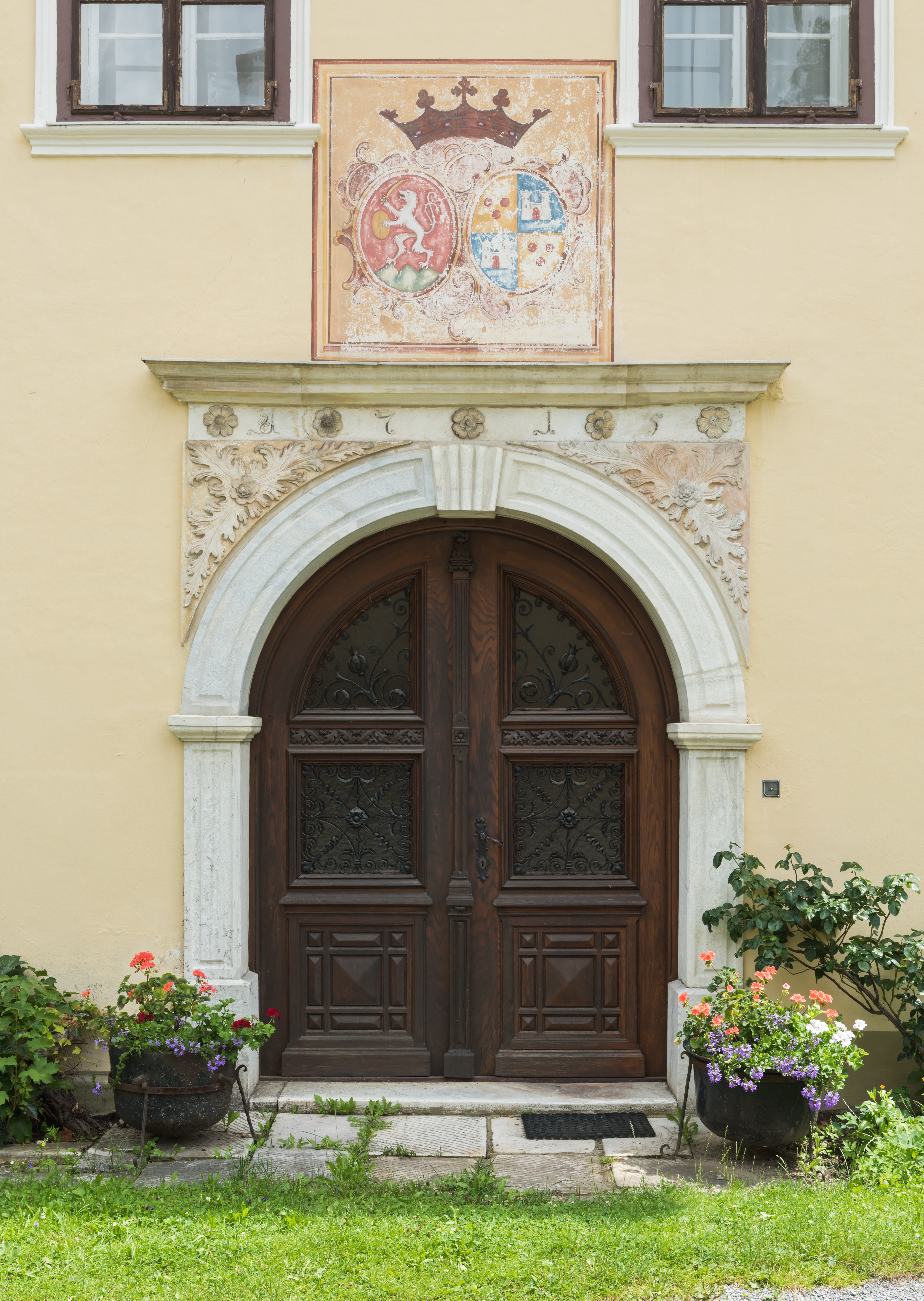
Portale con arco a tutto sesto che riporta la data 1715. Sopra il suo cornicione si conserva l'affresco barocco con gli stemmi delle famiglie Leitner e Jovio

Il castello si trova nel centro di Poitschach, località del comune austriaco di Feldkirchen in Kärnten nel Distretto di Feldkirchen appartenente al Land della Carinzia. L'edificio di non grandi dimensioni si affaccia direttamente sulla strada principale che unisce Feldkirchen a Gurk. Si sviluppa su due piani più un sottotetto ed ha una pianta rettangolare. Le finestre dei due piani principali sono dotate di cornici rettilinee. Il piano interrato riceve luce da finestre basse e rettangolari. La facciata sud è caratterizzata dalla piccola torre a base quadrata col primo piano particolarmente luminoso grazie alle sue ampie finestre. Sulla facciata est sporge al piano superiore un bovindo decorato nella zona della base con ornamenti floreali e sorretto da mensole a volute pure esse riccamente decorate. Le sue finestre in origine erano dotate di vetri risalenti al XIX secolo. La facciata a ovest, la più importante della struttura, ha il portale con arco a tutto sesto che riporta la data 1715. Sopra il suo cornicione si conserva l'affresco barocco con gli stemmi delle famiglie Leitner e Jovio. I soffitti di alcune stanze furono decorati con stucchi a forme geometriche intorno al 1800. Uno di questi mostra ornamenti a viticci della prima metà del XIX secolo. Nel castello è conservato un frammento di rilievo che faceva parte di una tomba romana. Nel 1833 di fronte al palazzo fu eretto un edificio Biedermeier rettangolare a due piani e dietro ai due edifici si estende un parco all'inglese. La residenza appartiene alla famiglia Senitza dal 1938 e non è possibile la visita.

### Bene architettonico tutelato
Il castello di Poitschach è stato posto sotto tutela dei monumenti da parte della Repubblica austriaca col numero 34716.